# Bahnhof Lustenau
Der Bahnhof Lustenau ist heute der einzige Bahnhof in der Vorarlberger Marktgemeinde Lustenau. Von den Nationalsozialisten ursprünglich als wichtiger Grenzbahnhof zur Schweiz mit zehngleisigem Ausbau geplant, aber nie fertiggestellt, blieb er jahrzehntelang ein vernachlässigtes Dauerprovisiorium. Erst in den 2010er-Jahren wurde er durch einen Umbau vollständig erneuert. Heute wird er von Zügen der S-Bahn Vorarlberg bedient sowie von mehreren Buslinien angefahren und dient als Mobilitätsknotenpunkt für Lustenau und die nähere Umgebung.

## Lage und Umgebung
Der Bahnhof Lustenau liegt am nördlichen Siedlungsrand Lustenaus, nur 200 Meter westlich der Rheinbrücke nach Höchst, aber 2,7 Kilometer nördlich des Lustenauer Ortszentrums. Mit der westlich des Bahnhofs vorbeiführenden Rheinstraße ist er über eine kurze Zufahrtsstraße verbunden, östlich verläuft eine Wohnstraße direkt neben den Gleisen.
In der unmittelbaren Umgebung des Bahnhofs – nördlich und südwestlich – hat sich ein kleines Industriegebiet mit einer Gesamtfläche von 13 Hektar entwickelt.

## Geschichte

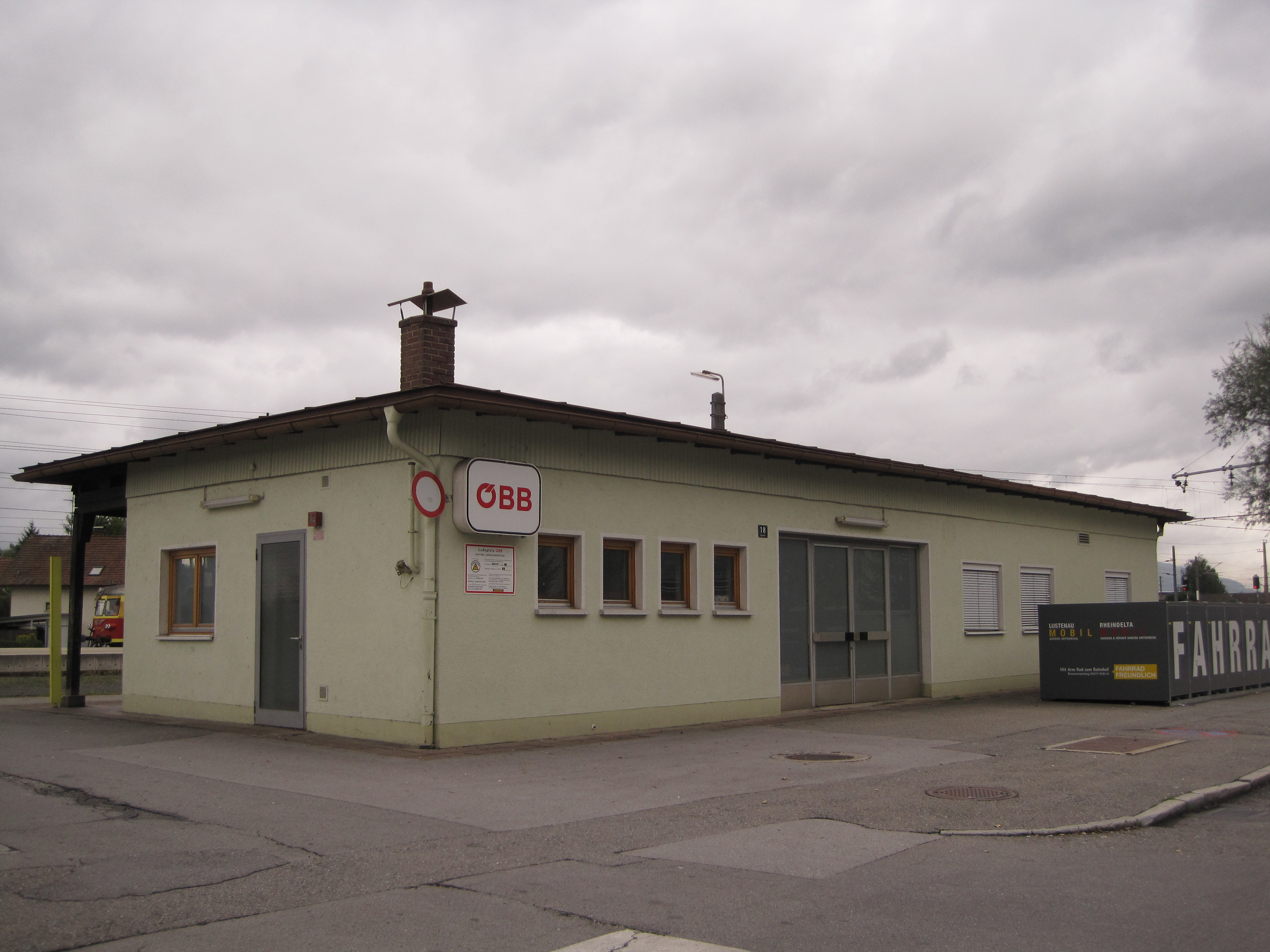
Das Gebäude vor dem Umbau 2016–2020

Seit der Eröffnung der Bahnstrecke St. Margrethen–Lauterach im Jahre 1872 befand sich in Lustenau ein kleiner Bahnhof in unmittelbarer Nähe der Eisenbahnbrücke über den Rhein.

### Bahnhofsneubau 1940
Unmittelbar nach dem „Anschluss“ Österreichs setzte sich der Lustenauer Bürgermeister Hans Grabher für eine Erweiterung des damals bestehenden Bahnhofs ein und erhielt Anfang 1940 die Zusage für das Projekt. Geplant war die Errichtung einer sechsgleisigen Anlage, die Verlegung des Zollamts von St. Margrethen nach Lustenau, der Bau einer neuen, zweigleisigen Brücke über den Rhein, der zweigleisige Ausbau der gesamten Strecke von Lustenau bis Lindau und in einer späteren Bauphase die nochmalige Erweiterung des Lustenauer Bahnhofs auf zehn Gleise. Die Strecke Lustenau – St. Margrethen sollte das „Hauptausgangstor des Altreiches, Richtung Bayern gegen die Schweiz“ werden und Lustenau ein „bedeutender Grenzort Großdeutschlands“. Wegen der Größe der geplanten Gesamtanlage musste der Bau allerdings rund 800 Meter nordöstlich des bestehenden Bahnhofsgeländes angelegt werden, wodurch sich der sowieso schon sehr abseits gelegene Bahnhof noch weiter vom Ortszentrum entfernte.
Der Bau wurde als „militärwichtig“ eingestuft und anfangs mit hoher Priorität vorangetrieben. Die erste Bauetappe umfasste die Anlage von drei Gleisen, eine Betriebshalle und einen provisorischen Zollschuppen und war mit einer Fertigstellung zum 1. April 1940 äußerst ambitioniert terminisiert. Aufgrund des Zweiten Weltkriegs wurde nur ein sehr kleiner Teil der gesamten Pläne verwirklicht, es blieb im Wesentlichen bei dieser ersten Bauetappe.

### Zwei Bahnhöfe in Lustenau
Nach Kriegsende wurde rasch Kritik am Bahnhofsneubau laut. Benützer der Eisenbahn beschwerten sich bei der Gemeindeverwaltung über die schlechte Erreichbarkeit des Bahnhofes mit Autobussen, und der Verkehrs- und Verschönerungsverein regte zuerst an, den Bahnhof wieder an die alte Stelle zurückzuverlegen und arbeitete später sogar drei Vorschläge für ein näher am Ortszentrum gelegenes Bahnhofsgelände aus, die vom Gemeinderat unterstützt wurden, da es „auf die Dauer nicht angängig sei, wenn der Bahnhof weit ausserhab des Ortes liegt.“ Ab 1. Mai 1948 war der „alte Bahnhof“ parallel zum „neuen Bahnhof“ wieder benützbar und erhielt den Namen „Lustenau Markt“.
Eine Leserzuschrift im Vorarlberger Volksblatt regte 1949 an, den neuen Lustenauer Bahnhof in „Lustenau-Höchst“ umzubenennen, da dieser vom Ortszentrum der Gemeinde Höchst nicht weiter entfernt sei als vom Lustenauer Zentrum. Dieser Vorschlag wurde – auf Ansuchen der Gemeinde Höchst und unter Zustimmung des Lustenauer Gemeinderates – 1951 umgesetzt.
In den 1950er Jahren entwickelte sich ein jahrelanger Streit um die Frage, wer denn die Kosten für die Instandsetzung der Zufahrtsstraße und des Bahnhofsvorplatzes zu tragen habe. Ein Ansuchen der ÖBB, die Gemeinde Lustenau möge die halben Kosten der „Staubfreimachung“ übernehmen, lehnte der Gemeinderat ab, „da es sich um kein gemeindeeigenes Strassenstück handelt(e).“ Knapp drei Jahre später richtete die Gemeinde ihrerseits ein Ansuchen an die ÖBB, die Zufahrtsstraße, die sich „in einem sehr schlechten Zustand“ befinde, auszubauen. Nach erfolglosen Verhandlungen zwischen ÖBB und den Gemeinden Lustenau und Höchst übernahm schlussendlich die Gemeinde Lustenau die Zufahrtsstraße in ihr alleiniges Eigentum, während die ÖBB einen finanziellen Beitrag für die Asphaltierung leisteten. Der Bürgermeister von Höchst lehnte jegliche finanzielle Beteiligung an den Arbeiten ab, woraufhin sogar die Rückbenennung des Bahnhofs von „Lustenau-Höchst“ nach „Lustenau“ diskutiert wurde.
Bereits 1954 hatte es Pläne der ÖBB gegeben, den „alten Bahnhof“ Lustenau Markt aufzulassen, wogegen die Gemeinde ihn gerne zu einem größeren Güterbahnhof und Umschlagplatz für die damals geplante Hochrheinschifffahrt ausgebaut gesehen hätte. Beides wurde nie umgesetzt, sodass über Jahrzehnte hinweg die beiden Bahnhöfe Lustenau Markt und Lustenau-Höchst im Abstand von 800 Metern existierten. Bis in die 1990er-Jahre existierte am "alten Bahnhof" (Lustenau Markt) neben dem Hauptgleis noch ein aus Richtung Norden befahrbares Stumpfgleis sowie das alte Bahnhofsgebäude. Um die Jahrtausendwende wurde das Gebäude abgetragen und die Weichenverbindung zum Stumpfgleis ausgebaut. Betrieblich war der "alte Bahnhof" zu diesem Zeitpunkt längst nur mehr eine Haltestelle. Erst im Juni 2011 wurde die Haltestelle Lustenau Markt (der „alte Bahnhof“) anlässlich von Bauarbeiten an der direkt angrenzenden Rheinbrücke endgültig gesperrt, und auch dagegen waren noch 500 Unterschriften gesammelt worden. Als Begründung für die notwendige Schließung wurde die Neulage des Gleises im Zuge der Streckenmodernisierung sowie die Lage der Haltestelle in einem Gleisbogen genannt.

### Umbau 2016–2020

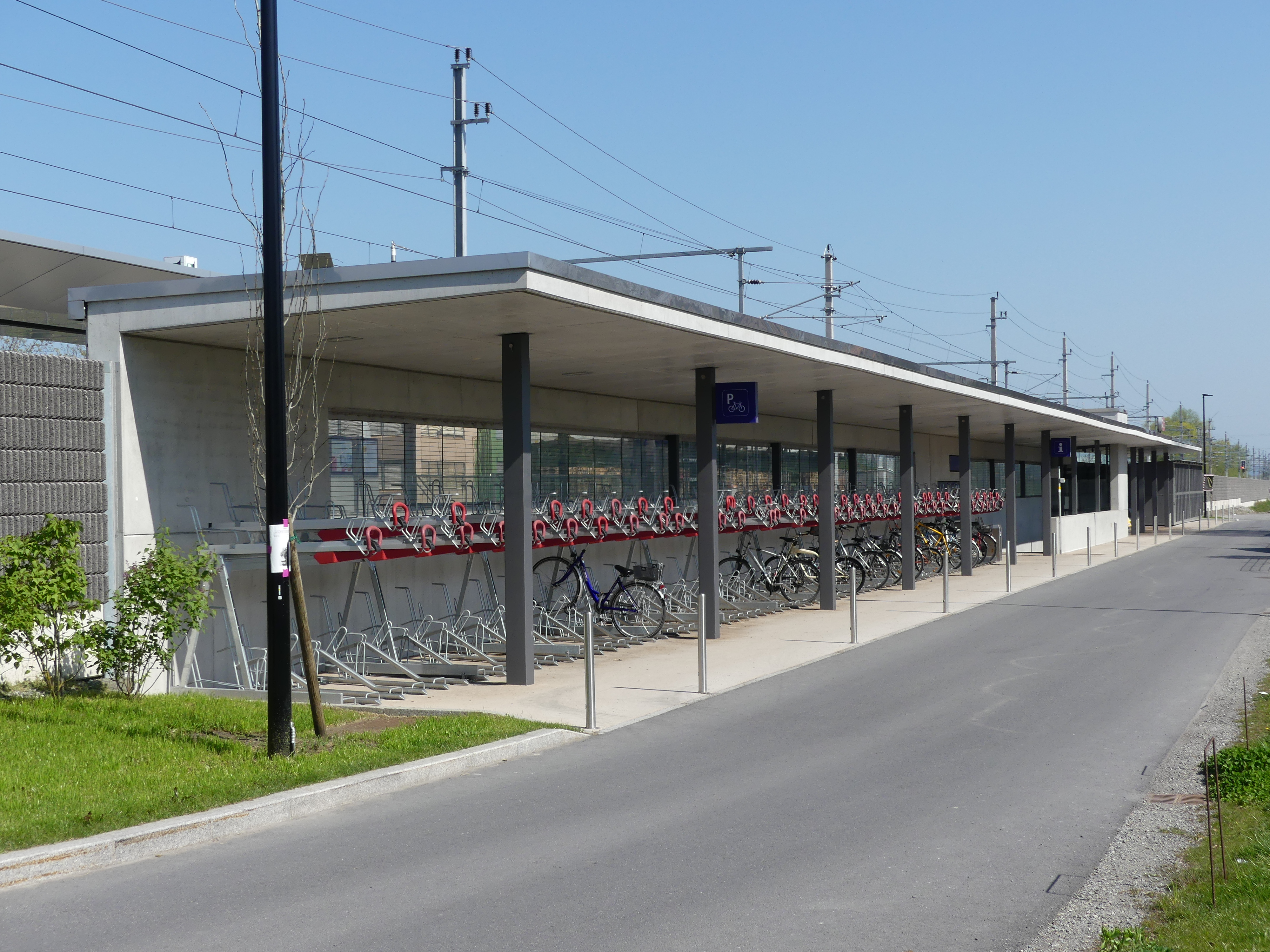
An der Ostseite befindet sich ein großzügiger Fahrradständer

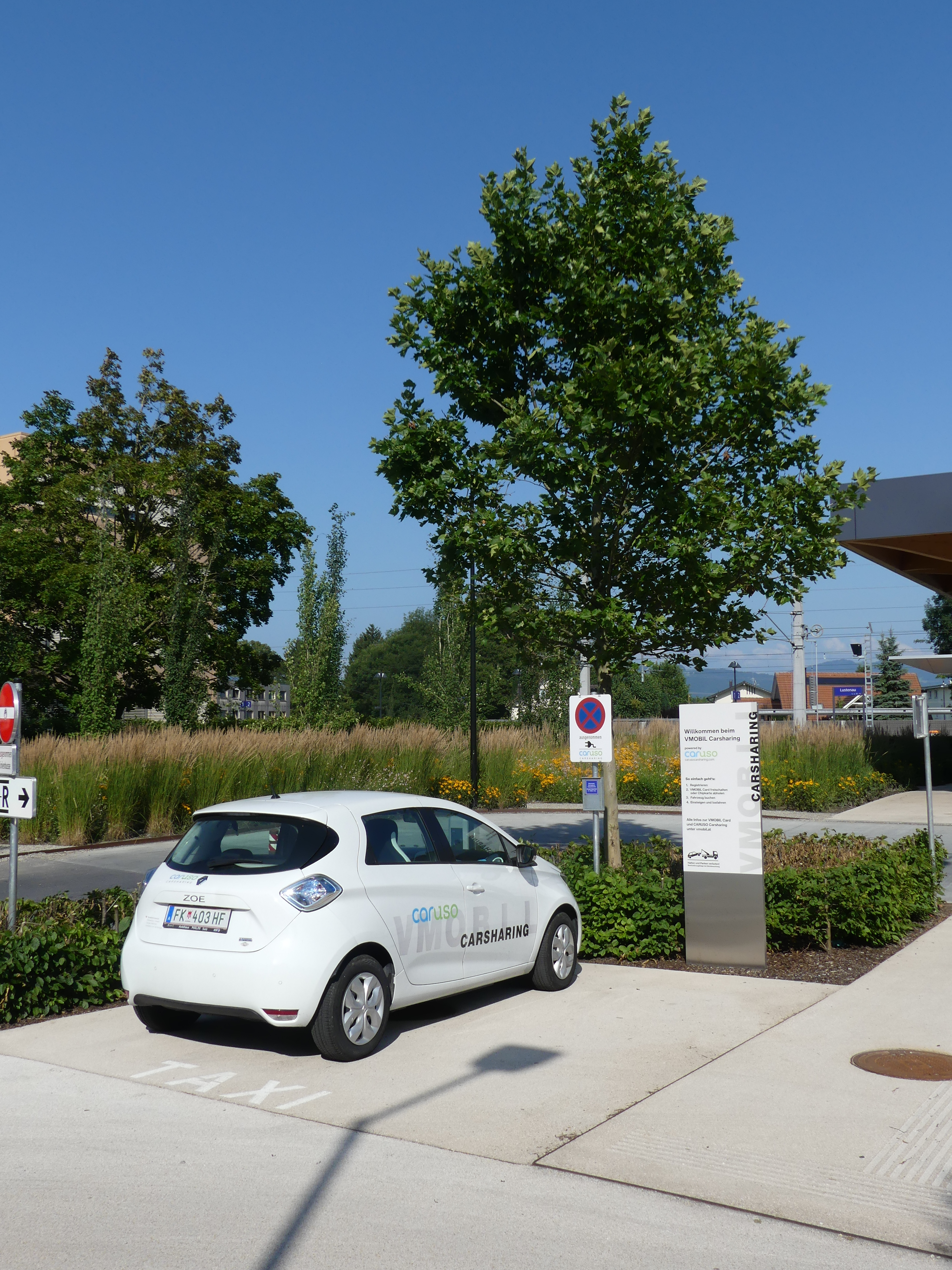
Ein Parkplatz in der Park-and-Ride-Anlage ist für Carsharing reserviert.

Beginnend im Jänner 2016 wurde der nun einzige Bahnhof Lustenaus komplett umgebaut. Mit fünf Bushaltestellen, 34 Park-and-Ride-Autoabstellplätzen, 25 Stellplätzen für Krafträder und einer Bike-and-Ride-Anlage, die noch während der Bauzeit von 170 auf 416 Stellplätze und 60 versperrbare Fahrradboxen erweitert wurde, stellt er nun eine zentrale Mobilitätsdrehscheibe für Lustenau und die Umgebung dar. Der Abschluss der Bauarbeiten war ursprünglich für Ende 2017 geplant, wurde dann nach und nach auf Sommer, Ende November und Ende Dezember 2018 verschoben. Eine zuerst für Frühjahr 2019, dann für irgendwann 2019 angekündigte offizielle Eröffnungsfeier fand nie statt, es wurde lediglich am 31. Jänner 2019 die im Bahnhofsgebäude untergebrachte Bäckerei eröffnet. Schlussendlich wurde der Umbau mit der Eröffnung der Fahrradboxen im März 2021 abgeschlossen.

## Verkehr

### Schienenpersonenverkehr
| Zuggattung/Linie | Verlauf | Takt                                            |
| ---------------- | --- | ----------------------------------------------- |
| S 3              | (Lochau-Hörbranz – Bregenz Hafen) – Bregenz – Riedenburg – Lauterach Unterfeld – Hard-Fußach – Lustenau – St. Margrethen                                                     | 30 Minuten (abends und an Sonntagen 60 Minuten) |
| R 5              | St. Margrethen – Lustenau – Lauterach – Wolfurt – Schwarzach – Haselstauden – Dornbirn (– Dornbirn-Schoren – Hohenems – Götzis – Klaus in Vorarlberg – Rankweil – Feldkirch) | einzelne Zugpaare                               |

Stand: Dezember 2024
Wegen der Eingleisigkeit muss die S3 in Lustenau immer auf den Gegenzug warten.

### Busverkehr
Der Bahnhof wird von zahlreichen Bussen des Landbus Unterland bedient. Es bestehen Verbindungen im 30- bzw. 60-Minuten-Takt in Richtung Dornbirn, Götzis, Bregenz und Gaißau sowie in zahlreiche andere Gemeinden.
| Linie (ab Dez. 2022) | Linie (bis Nov. 2022) | Von      | Nach                |
| -------------------- | --------------------- | -------- | ------------------- |
| 141                  | 17                    | –        | Bregenz             |
| 145                  | 16                    | –        | Bregenz             |
| 160                  | 50                    | Dornbirn | Höchst – Gaißau     |
| 165                  | –                     | –        | Höchst – Gaißau     |
| 166                  | 51a                   | –        | Lustenau Wiesenrain |
| 185                  | 53                    | –        | Hohenems – Götzis   |